# Anker Eli Petersen
Anker Eli Petersen (født 7. juni 1959) er en færøsk grafiker. Han er især kendt som frimærkekunstner ved Postverk Føroya.
Anker Eli fødtes i Tvøroyri. Senere boede han i Tórshavn og bor nu på Sjælland. Som kunstner er han autodidakt. Hans specialitet er collager og computergrafik. Hans forbilleder er William Heinesen, som også var papirklipkunstner og Elinborg Lützen.
Allerede i sin skoletid lærte han sig oldnordisk, og der er følgelig en mængde motiver fra den nordiske mytologi i hans værker. Som webmaster oversætter han også mange tekster fra færøsk til dansk og engelsk og skriver selv artikler om færøske emner. Hann har også illustreret bøger og albums.
Ved siden af sit grafiske talent skrev han også tekster til nogle sange. De to berømteste er den populære børnesang Á ferð til dreymaland (på rejse til drømmelandet) og Ljóðmynd (lydbillede). Den sidstnævnt blev valgt til Færøernes sang i det 20. århundrede. Musikken er skrevet af Terji Rasmussen.
Anker Eli har også lavet grafisk arbejde for det danske band Othala, som kunne ses i deres album "når alting er glemt", som udkom i efteråret 2007, og som tidligere også kunne ses på bandets hjemmeside.